# Volframkarbid
Volframkarbid, är ett mycket hårt ämne som består av volfram och kol och förekommer i två former, WC och W2C (volframsemikarbid). Det är den vanligaste förekommande karbiden i hårdmetall, där det kombineras med en metallisk bindefas (ofta kobolt).

## Egenskaper
Volframkarbid är mycket hårt (cirka 9 på mohs hårdhetsskala) och tungt (densitet 15,63 g/cm³). Det är också mycket motståndskraftigt mot syror, endast fluorgas eller en blandning av fluorvätesyra och salpetersyra kan angripa den vid rumstemperatur. Den har hög smältpunkt (2 870 °C) men börjar oxideras av luft vid 550 °C och av klorgas vid 400 °C. Den har också mycket låg resistivitet (0,2 μΩm).

## Framställning
Ämnet framställs genom upphettning av volfram med kol till 1 400 – 2 000 °C. Det finns även metoder som utgår från volframhexafluorid eller volframhexaklorid och ett reduktionsmedel som till exempel vätgas och med metan eller metanol som kolkälla.
Vid framställning av hårdmetall pressas pulvret som bildas sedan ihop till valfri form, och sintras sedan med nickel eller kobolt som bindemedel.

## Användning
Tack vare sin höga varmhårdhet används volframkarbid i skärande verktyg för fräsning, svarvning och borrning. Med sin höga densitet och hårdhet används den även i pansarbrytande ammunition. Det förekommer även i dubbar i dubbdäck. På senare tid förekommer även smycken såsom ringar i volframkarbid, ofta med insättningar av ädelstenar. Nackdelen med volframkarbidringar är att de inte kan kapas och lödas om för storleksjusteringar.